# 束花蓝钟花
束花蓝钟花（学名：Cyananthus fasciculatus）为桔梗科蓝钟花属的植物，为中国的特有植物。分布在中国大陆的四川、云南等地，生长于海拔2,500米至3,400米的地区，一般生于灌丛、山地林下及草坡之中，目前尚未由人工引种栽培。